# Jasika Nicole
Jasika Nicole Pruitt (Birmingham, Alabama, 10 de abril de 1980) es una actriz e ilustradora estadounidense.

## Biografía
Estudió danza, canto y teatro en el Catawba College de Salisbury (Carolina del Norte). Tras graduarse se mudó a Nueva York para comenzar su carrera como actriz, cuyo debut tuvo lugar en 2005 al participar en un episodio de la serie de televisión Law & Order: Criminal Intent. Un año después se estrenó la película que supuso su primera aparición en el cine, Déjate llevar, de Liz Friedlander. En 2008 pasó a formar parte del reparto de la serie Fringe, donde interpreta a Astrid Farnsworth.
Es abiertamente lesbiana desde que comenzó a salir con chicas cuando rodaba Déjate llevar.

## Filmografía

### Cine
| Año  | Título                 | Rol              | Notas |
| ---- | ---------------------- | ---------------- | ----- |
| 2006 | Take the Lead          | Egypt            |       |
| 2007 | Get Faamous            | Alicia           |       |
| 2010 | She's Out of My League | Wendy            |       |
| 2015 | Suicide Kale           | Billie Steinberg |       |
| 2016 | A New York Christmas   | Jasmine Taylor   |       |
| 2017 | Secondhand Love        | Mia              |       |

### Televisión
| Año       | Título                          | Rol               | Notas                                                                                    |
| --------- | ------------------------------- | ----------------- | ---------------------------------------------------------------------------------------- |
| 2005      | Law & Order: Criminal Intent    | Gisella           | Episodio: "Scared Crazy"                                                                 |
| 2007      | The Mastersons of Manhattan     | Penny             | Película para TV                                                                         |
| 2008      | The Return of Jezebel James     | Dora              | 2 episodios                                                                              |
| 2008–2013 | Fringe                          | Astrid Farnsworth | Reparto principal                                                                        |
| 2013–2016 | Scandal                         | Kim Muñoz         | 7 episodios                                                                              |
| 2015      | Key & Peele                     | Novia             | Episodio: "Hollywood Sequel Doctor"                                                      |
| 2015      | Major Crimes                    | Dolly Bowen       | Episodio: "Thick as Thieves"                                                             |
| 2015–2016 | Disengaged                      | Jess              | 2 episodios; serie web                                                                   |
| 2016      | Send Me: An Original Web Series | Mujer / Lila      | 4 episodios; serie web                                                                   |
| 2017      | Hell's Kitchen                  | Ella misma        | Episodio: "Fusion/Confusion"                                                             |
| 2017      | Adventure Time                  | Frieda (voz)      | Episodio: "Islands"                                                                      |
| 2017      | Underground                     | Georgia           | 7 episodios                                                                              |
| 2017      | Justice League Action           | Vixen (voz)       | 2 episodios                                                                              |
| 2017      | Danger & Eggs                   | Reina             | 3 episodios                                                                              |
| 2017–2020 | The Good Doctor                 | Dra. Carly Lever  | Papel recurrente (temporadas 1–2), 6 episodios Rol principal (temporada 3), 15 episodios |
| 2019      | Station 19                      | Mila              | Episodio: "The Dark Night"                                                               |
| 2020      | Trash Truck                     | Usher             | Episodio: "Movie Theatre"                                                                |
| 2021      | Punky Brewster                  | Lauren            |                                                                                          |

### Otros medios
| Año          | Título                       | Rol                 | Medio      | Notas                   |
| ------------ | ---------------------------- | ------------------- | ---------- | ----------------------- |
| 2005         | Law & Order: Criminal Intent | Gisella (voz)       | Videojuego |                         |
| 2013–present | Welcome to Night Vale        | Dana Cardinal (voz) | Podcast    | Recurrente, 9 episodios |
| 2016–2018    | Alice Isn't Dead             | Keisha (voz)        | Podcast    | Papel principal         |
| 2017         | Agents of Mayhem             | Gremlin (voz)       | Videojuego |                         |
| 2018         | The Bright Sessions          | Myra (voz)          | Podcast    | Episodio extra          |
| 2019         | Alt-Frequencies              | Kaya (voz)          | Videojuego |                         |

1. ↑  Navarro, Mireya (26 de septiembre de 2008), «Out in Hollywood: Starring Roles Are Rare», New York Times, consultado el 20 de enero de 2009.